# Ouro-Nimini Tchagnirou
Ouro-Nimini Tchagnirou (31 dicembre 1977) è un ex calciatore togolese, di ruolo portiere.

## Carriera
Quando giocava in patria, guadagnava l'equivalente di € 400 al mese.
Tchagnirou era il portiere di riserva della Nazionale togolese ai Mondiali del 2006 in Germania. Dopo il Mondiale tedesco fa provini in tutta Europa, prima in Albania, quindi tenta alla Lazio, non riuscendo a superare i provini. Nel 2008 arriva nella città di Bologna, riuscendo a mantenere il permesso di soggiorno grazie a un lavoro come badante e a giocare con la formazione bolognese del Sasso Marconi, con cui si accorda per un contratto biennale. Dal 2012 non può più essere tesserato dalle società a causa del mancato rinnovamento del permesso di soggiorno.
Nel 2010 si ritira, dopo aver vinto 3 campionati in patria.